# Liste des titres musicaux numéro un en Autriche en 1965
Cette page liste les titres numéro un dans les meilleures ventes de disques en Autriche pour l'année 1965

## Classement des singles
| №  | Date         | Artiste            | Titre                                |
| -- | ------------ | ------------------ | ------------------------------------ |
| 2  | 15 février   | Cliff Richard      | Das ist die Frage aller Fragen       |
| 3  | 15 mars      | Freddy             | So ein Tag, so wunderschön wie heute |
| 4  | 15 avril     | Martin Lauer       | Taxi nach Texas                      |
| 5  | 15 mai       | Nini Rosso         | Il Silenzio                          |
| 6  | 15 juin      | Nini Rosso         | Il Silenzio                          |
| 7  | 15 juillet   | Nini Rosso         | Il Silenzio                          |
| 8  | 15 août      | Wanda Jackson      | Santo Domingo                        |
| 9  | 15 septembre | Bande originale    | Zorba le Grec                        |
| 10 | 15 octobre   | The Rolling Stones | (I Can't Get No) Satisfaction        |
| 11 | 15 novembre  | The Rolling Stones | (I Can't Get No) Satisfaction        |
| 12 | 15 décembre  | Shawn Elliott      | Shame And Scandal In The Family      |